# 沃特敦 (佛羅里達州)
沃特敦（英語：Watertown）是位於美國佛羅里達州哥倫比亞縣的一個人口普查指定地區。

## 地理
沃特敦的座標為30°11′11″N 82°36′30″W / 30.18639°N 82.60833°W，而該地最高點為海拔高度57米（即187英尺）。

## 人口
根據2010年美國人口普查的數據，沃特敦的面積為6.40平方千米，當中陸地面積為6.20平方千米，而水域面積為0.20平方千米。當地共有人口2829人，而人口密度為每平方千米442人。